# AT&S
Die AT & S Austria Technologie & Systemtechnik Aktiengesellschaft, kurz AT&S, ist ein Hersteller von IC-Substraten und Leiterplatten in der HDI-Microvia-Technologie sowie Lieferant für die Mobilfunkbranche, Automobilelektronik, Industrieelektronik und Medizintechnik.

## Struktur
Hauptsitz des Konzerns ist Leoben in der Steiermark. AT&S unterhält in Österreich derzeit zwei Produktionsstätten für Leiterplatten (Leoben, Fehring; bis 2013 zusätzlich Klagenfurt) und betreibt weitere Leiterplattenwerke in Indien (Nanjangud bei Mysuru), China (Shanghai, sowie einem Werk für IC-Substrate und mSAP in Chongqing). Darüber hinaus existieren weltweit zahlreiche Vertriebsniederlassungen in Deutschland, Hongkong, Indien, Japan, Taiwan und USA. Eine neue High-End-Produktionsstätte für IC-Substrate wird derzeit in Kulim, Malaysia, errichtet. Zudem wird in Leoben ein europäisches Kompetenzzentrum mit angeschlossener Serienproduktion für IC-Substrate-Technologien gebaut.
Jedes der weltweiten Werke von AT&S ist auf ein dediziertes Technologieportfolio fokussiert: Die österreichischen Werke beliefern vor allem den europäischen, aber ebenso zunehmend den amerikanischen Markt. Gesamt fokussieren sich die Werke in Österreich, Indien und Korea auf kleine und mittlere Serien für den Industrie- und den Automobilsektor. In China werden Großserien für Kunden aus dem Bereich mobile Endgeräte gefertigt.
Shanghai und Leoben sind mit ihren Forschungseinheiten außerdem wesentliche Technologietreiber innerhalb der AT&S Gruppe.

## Geschichte

### 1987 bis 1998
Das Unternehmen entstand im Jahr 1987 aus drei in den 1970er-Jahren gegründeten Teilunternehmen: Einer Betriebsstätte der Körting Elektronik in Fehring, welches zuvor 1979 von Elin übernommen worden war und den Namen Steirische Elektronik hatte (Fernseher und Leiterplatten), einem Zweigwerk von Eumig in Fohnsdorf und einer Betriebsstätte der Voest Alpine in Leoben, seit 1990 mit der E+E Leiterplattenholding als Muttergesellschaft. Das Unternehmen war bis zur Privatisierung im November 1994 im Besitz der staatlichen Holding ÖIAG. Nach erfolgtem Verkauf an das Bieterkonsortium Androsch/Dörflinger/Zoidl wurde es 1995 in eine Aktiengesellschaft umgewandelt. Im Jahr 1998 streckte AT&S das erste Mal seine Fühler international aus und kaufte das damalige indisch-kanadische Unternehmen Indal Electronics in Nanjangud im Großraum Bengaluru in Indien.

### 1999 bis 2004

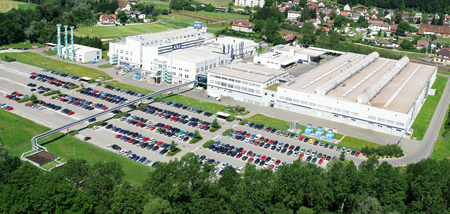
AT&S-Hauptgebäude

In den Jahren 1999 bis 2008 war die AT&S an der Deutschen Börse in Frankfurt am Main notiert, von 2003 bis 2008 war sie im TecDAX gelistet.
Im Jahr 2000 fand die Eröffnung des neuen Logistikzentrums in Nörvenich in Deutschland statt. Es wurde um das Jahr 2012 wieder geschlossen. Im selben Jahr war auch die schrittweise Inbetriebnahme des neugebauten Werkes Leoben-Hinterberg II. im Jahr 2001 wurde das AT&S-Werk in Augsburg, welches zwei Jahre zuvor von Siemens und einem chinesischen Investor gekauft worden war, geschlossen. Im Jahr 2002 startete die Produktion im neuen Werk in Shanghai, VR China. Gleichzeitig etablierte sich AT&S unter den Top-3-Unternehmen im Bereich HDI/Microvia weltweit. Seit 2002 wurde die AT&S auch weltweiter Lieferant für Nokia und Siemens. Schwerpunkte im Jahr 2003 waren die Konzentration auf drei Geschäftsbereiche: Telekommunikation, Automobile, Industrie- und Medizintechnik und die Asien-Offensive mit der Investition in ein indisches Werk. 2004 wurde in Shanghai der Bau des Werkes II beschlossen.

### 2005 bis 2010
Im Jahr 2005 war der Start des AT&TACK-Projektes: Kundenorientierung im europäischen Markt, Konzentration auf die Bereiche Medizintechnik und Industrieelektronik. Es folgte die Spezialisierung der Werke in Fohnsdorf (starrflexible Leiterplatten) und Fehring (flexible Leiterplatten) auf europäische Nischenmärkte. Willi Dörflinger wechselte vom Vorstand in den Aufsichtsrat. Harald Sommerer (CEO), Steen Hansen (CFO) und Heinz Moitzi (CTO) wurden das neue Vorstandsteam. 2006 wurde das zweite Werk in Shanghai eröffnet und das Werk in Fohnsdorf wurde geschlossen und mit Leoben zusammengelegt (Bereiche HDI und SPP/Spezialprodukte-Prototypen). Weiters wurde die koreanische Firma Tofic Co. Ltd., Hersteller flexibler Leiterplatte, akquiriert. Im Jahr 2007 war der Ramp-up des dritten AT&S-Werkes in Shanghai. Bis 2008 notierte das Unternehmen an der Frankfurter Wertpapierbörse. Nach einer Übergangsphase mit Doppellisting in Frankfurt und Wien notiert AT&S nun ausschließlich an der Wiener Börse. 2009 gab es eine neue Produktionsausrichtung. Seitdem konzentriert sich die österreichische Produktion auf hochwertige Nischen im Automotiv- und Industriesegment und das Werk in Shanghai auf das High-End Mobile Device Segment. Im Jahr 2010 erfolgte der Produktionsstart von Werk II in Indien.

### 2011 bis heute
Seit 2011 wird an dem neuen Werk in Chongqing (China) gebaut. Dieses Werk war ursprünglich als weiteres HDI-Leiterplattenwerk geplant, dieser Plan wurde jedoch Ende 2012 geändert, als man 2013 Intel als neuen Kunden gewinnen konnte. Seitdem ist das Werk zur einen Hälfte als Produktionsstandort für IC Substrate für Desktops und Notebooks und zur anderen Hälfte für die nächste Technologiegeneration mSAP (substratähnliche Leiterplatten) im Kerngeschäft für mobile Endgeräte ausgelegt. Im Februar 2014 wurde mit der Einbringung der ersten Maschinen begonnen.
AT&S erfüllte Anfang 2016 die Bedingungen für die Aufnahme in den ATX, welche am 21. März 2016 wirksam wurde. Im September desselben Jahres musste der Platz jedoch für das Gastronomieunternehmen Do&Co wieder geräumt werden.
Der Bau des neuen Werks in Chongqing gliedert sich in zwei Aufbauphasen. Nachdem im Jahr 2016 schon mit der teilweisen Serienproduktion von IC Substraten begonnen wurde, konnte die erste Phase im Juni 2017 komplett abgeschlossen werden. Seit Juli 2017 können IC-Substrate (Werk 1) für Server und Computing-Anwendungen (Desktop und Notebooks) für Halbleiterkunden und die neue Technologiegeneration mSAP (Werk 2) für mobile Endgeräte auf jeweils zwei Fertigungslinien produziert werden. Dafür wurden insgesamt, nachdem sich das Unternehmen im Jahr 2015 dazu entschlossen hatte die Gesamtinvestitionen am Standort Chongqing bis 2017 von EUR 350 Millionen auf etwa EUR 480 Millionen zu erhöhen, rund 510 Mio. Euro investiert. Aufgrund der laufenden Technologieevaluierung im Werk 1 hat AT&S beschlossen, den Ausbau im laufenden Geschäftsjahr 2017/2018 noch nicht zu beginnen. Ein weiterer Ausbauplan für das Werk 2 in Chongqing ist derzeit in Evaluierung. Das Werk in Chongqing bietet noch Platz für je zwei Fertigungslinien im Werk 1 und 2.
Am 19. März 2018 wurde die erneute Aufnahme der AT&S Aktie in den ATX wirksam. Somit befindet sich das Unternehmen unter den 20 nach Börsenumsätzen und Streubesitzkapitalisierung größten an der Wiener Börse notierten Unternehmen.
Im Juni 2021 wurde bekannt, dass in Malaysia ein neues Werk für IC-Substrate gebaut werden soll. Der Start der Serienfertigung ist ab Ende 2024 geplant. Diese Investition soll mit bis zu 1,7 Milliarden Euro innerhalb mehrerer Jahre die größte der Firmengeschichte werden.
Im März 2022 wurde in Leoben der Grundstein für ein europäisches Kompetenzzentrum mit angeschlossener Serienproduktion für IC-Substrate-Technologien gelegt. Der Start der Produktion war für 2024 geplant. Nach dreijähriger Bauzeit eröffnete das neue IC-Substrat-Werk Anfang Juni 2025.
Der Umsatzeinbruch im Geschäftsjahr 2023/24 wird mit einer deutlichen Abschwächung der Märkte für mobile Endgeräte und Industrieapplikationen begründet.
Nach dem Rücktritt von Andreas Gerstenmayer, der seit Februar 2010 CEO der AT&S war, beginnt das Unternehmen nun mit der Suche nach einem Nachfolger. Gerstenmayer hatte am 24. September 2024 angekündigt, seine Funktion als CEO aus persönlichen Gründen mit 30. September 2024 niederzulegen.

## Unternehmenszahlen
Im Geschäftsjahr 2022/23 wurde ein Umsatz von 1.791 Millionen Euro erzielt. Das Ergebnis der gewöhnlichen Geschäftstätigkeiten (EBIT) lag bei 146 Millionen Euro und das Konzernergebnis bei 137 Millionen Euro.
Das Unternehmen beschäftigt weltweit rund 13.500 Mitarbeiter (Stand August 2024).

### Kennzahlen laufendes Geschäftsjahr 2022/23
| Ergebnis nach IFRS          | Q1 22/23 | Q1 23/24 | Veränderung in % |
| --------------------------- | -------- | -------- | ---------------- |
| Umsatzerlöse in Mio. EUR    | 503      | 362      | -28 %            |
| EBITDA in Mio. EUR          | 137      | 75       | - 45 %           |
| EBITDA-Marge                | 27,3 %   | 20,7 %   | -                |
| EBIT in Mio. EUR            | 73       | 8        | -88 %            |
| EBIT-Marge                  | 14,5 %   | 2,3 %    | -                |
| Konzernergebnis in Mio. EUR | 96       | -2       | -                |

### Ausblick 2023/24
Im Geschäftsjahr 2023/24 wird sich AT&S weiter auf die Investitionsvorhaben in Kulim konzentrieren und den Ausbau des Standorts in Leoben weiter vorantreiben sowie Technologie-Upgrades an anderen Standorten durchführen.
Für die Segmente von AT&S gestalten sich die Erwartungen derzeit wie folgt: Die Marktgegebenheiten bei IC-Substraten bieten mittel- bis langfristig erhebliche Wachstumsmöglichkeiten. Im Bereich der mobilen Endgeräte bleiben der Mobilfunkstandard 5G wie auch das Geschäft mit Modulleiterplatten ein positiver Treiber. Bei Automotive sollte sich die Halbleiterknappheit etwas entspannen und der Wachstumstrend sich somit verstärken. Bei Industrial und Medical erwartet AT&S weiterhin eine positive Entwicklung.

### Kennzahlen im Jahresvergleich von 2007 bis 2023
| Ergebnis nach IFRS          | GJ 07/08 | GJ 08/09 | GJ 09/10 | GJ 10/11 | GJ 11/12 | GJ 12/13 | GJ 13/14 | GJ 14/15 | GJ 15/16 | GJ 16/17 | GJ 17/18 | GJ 18/19 | GJ 19/20 | GJ 20/21 | GJ 21/22 | GJ 22/23 | GJ 23/24 |
| --------------------------- | -------- | -------- | -------- | -------- | -------- | -------- | -------- | -------- | -------- | -------- | -------- | -------- | -------- | -------- | -------- | -------- | -------- |
| Umsatzerlöse in Mio. EUR    | 485,7    | 449,9    | 372,2    | 487,9    | 514,2    | 541,7    | 589,9    | 667,0    | 762,9    | 814,9    | 991,8    | 1.028,0  | 1.000,6  | 1.188,2  | 1.589,9  | 1.791    | 1.550    |
| EBITDA in Mio. EUR          | 79,8     | 52,4     | 34,5     | 95,9     | 103,4    | 102,4    | 127,2    | 167,6    | 167,5    | 130,9    | 226      | 250,1    | 194,5    | 245,7    | 349,5    | 417      | 307      |
| EBITDA-Marge                | 16,4 %   | 11,6 %   | 9,3 %    | 19,7 %   | 20,1 %   | 18,9 %   | 21,6 %   | 25,1 %   | 22,0 %   | 16,1 %   | 22,8 %   | 24,3 %   | 19,4 %   | 20,7 %   | 22,0 %   | 23,3 %   | 19,8 %   |
| EBIT in Mio. EUR            | 42,1     | −1,1     | −25,6    | 46,5     | 42,1     | 31,4     | 53,9     | 90,1     | 77,0     | 6,6      | 90,3     | 117,2    | 47,4     | 79,8     | 126,5    | 146      | 31       |
| EBIT-Marge                  | 8,7 %    | −0,2 %   | −6,9 %   | 9,5 %    | 8,2 %    | 5,8 %    | 9,1 %    | 13,5 %   | 10,1 %   | 0,8 %    | 9,1 %    | 11,4 %   | 4,7 %    | 6,7 %    | 8,0 %    | 8,2 %    | 2,0 %    |
| Konzernergebnis in Mio. EUR | 41,3     | −5,8     | −37,6    | 35,0     | 26,5     | 14,6     | 38,2     | 69,3     | 56,0     | −22,9    | 56,5     | 89,0     | 21,5     | 47,4     | 103,3    | 137      | -37      |

## Produkte – Business Units
AT&S hat zum 1. April 2023 die bisherigen Geschäftsbereiche „Mobile Devices & Substrates“ sowie „Automotive, Industrial & Medical“ neu strukturiert. Das Unternehmen wird künftig nach den Geschäftsbereichen „Electronics Solutions“ und „Microelectronics“ gegliedert. Die Berichterstattung wird daher entsprechend angepasst. Die Geschäftsbereiche werden jeweils durch ein Mitglied des Vorstands vertreten. Peter Schneider wird den Bereich „Electronics Solutions“ und Ingolf Schröder den Bereich „Microelectronics“ leiten. „Electronics Solutions“ bündelt die Aktivitäten in den Bereichen Leiterplatten und Module gruppenweit, während „Microelectronics“ den Schwerpunkt auf IC-Substrate legen wird.
Die Umstellung erfolgt in erster Linie aus zwei Gründen: Die neue Struktur wird die strategische Führung des Unternehmens unterstützen. Der bisherige Geschäftsbereich „Mobile Devices“ liegt inhaltlich näher an der bisherigen Geschäftseinheit „Automotive, Industrial & Medical“ als an „Substrates“, sodass eine Zusammenlegung die Synergieeffekte und die strategische Steuerung verbessert. Darüber hinaus reagiert das Unternehmen damit auf die Wünsche des Kapitalmarktes. Das neue Berichtsformat erleichtert den Vergleich mit den Wettbewerbern in den jeweiligen Geschäftsbereichen sowie die Beobachtung der strategischen Entwicklung des Unternehmens.

## Kunden
Seit dem Jahr 1992 war Nokia Kunde bei AT&S. Die AT&S konnte auch Motorola, Siemens und Sony Ericsson als Kunden gewinnen.
Der aufgrund des Niedergangs von Nokia rückläufige Umsatz wurde zuerst von RiM und nach deren rückläufigen Verkaufszahlen später von Apple übernommen.
Die AT&S-Werke in Shanghai und Chongqing befinden sich seit dem Jahr 2008 bzw. 2020 unter den Top 200 der weltweiten Lieferanten, die Apple beliefern.
Im Jahr 2015 lieferte AT&S auch an Fairphone ihre Leiterplatten.

## Aktionärsstruktur
Nachdem es im Jahr 2013 zu einer Kapitalerhöhung kam, erhöhte sich die Anzahl der ausgegebenen Aktien auf 38,85 Millionen. Im Zuge der Kapitalerhöhung beabsichtigte der weltgrößte Chiphersteller Intel Aktien im Wert von fünf Millionen Euro zu erwerben.
| Hauptaktionäre            | Anteil |
| ------------------------- | ------ |
| Streubesitz               | 64 %   |
| Dörflinger Privatstiftung | 18 %   |
| Androsch Privatstiftung   | 18 %   |